# میشل موسر
میشل موسر (انگلیسی: Michèle Moser؛ زادهٔ ۱۴ فوریهٔ ۱۹۷۹) ورزشکار کرلینگ اهل سوئیس و مدال‌آور المپیک است. او در المپیک زمستانی ۲۰۰۶ در تورین، مدال نقره دریافت کرد.